# Muecate
Muecate é uma povoação da província de Nampula, em Moçambique, sede do distrito com o mesmo nome.  Localiza-se no centro da província, a nordeste da capital provincial.